# جستين برونينج
جستين برونينج (بالإنجليزية: Justin Bruening)‏ مواليد 24 سبتمبر 1979 في سانت هيلينا، نبراسكا، الولايات المتحدة، هو ممثل أمريكي بدأ مسيرته الفنية عام 2003.

## الأعمال
- حياة واحدة للعيش
- هوب وفيث
- سي إس آي: ميامي
- نايت رايدر
- كاسل
- سي اس آي: نيويورك
- غريز أناتومي
- هاواي فايف أو
- سي إس آي: سايبر

## وصلات خارجية
- جستين برونينج على موقع IMDb (الإنجليزية)
- جستين برونينج على موقع ألو سيني (الفرنسية)
- جستين برونينج على موقع أول موفي (الإنجليزية)
- جستين برونينج على موقع قاعدة بيانات الفيلم (الإنجليزية)
- جستين برونينج على موقع كينوبويسك (الروسية)